# Cour du 19-Août
La cour du 19-Août de la préfecture de police de Paris est la grande cour d'honneur basée dans la caserne de l'île de la Cité, nommée ainsi en hommage aux policiers de tous corps qui ont combattu durant la Seconde Guerre mondiale pour la libération de Paris. Cent-soixante-sept d'entre eux ont été tués durant ces combats qui ont débuté le 19 août 1944 et ont duré sept jours.

## Origine
Auparavant baptisée cour Jean Chiappe , du nom de l'ancien préfet de police de 1927 à 1934, une cérémonie organisée le 19 août 1945 dans cette même cour officialisait son nouveau nom, en présence de nombreuses personnalités militaires et politiques, comme celle de l'amiral Paul Ortoli, représentant le Général de Gaulle, de Jules Jeanneney, président du conseil constitutionnel, de Pierre-Henri Teitgen, ministre de la justice, de Georges Bidault, ministre des affaires étrangères, l'amiral Thierry d'Argenlieu, les généraux Paul Le Gentilhomme et Georges Revers, reçus par Charles Luizet, préfet de police et Edgard Pisani, son directeur de cabinet.
De nos jours, cette cour est un lieu d'accueil pour les usagers désireux d'effectuer des démarches administratives dans les différents services de la préfecture, mais également pour les cérémonies officielles (commémorations historiques, accueil de promotions de policiers, obsèques officielles de policiers parisiens victimes du devoir...) Chaque année, une cérémonie célèbre le soulèvement de la préfecture de police.
La préfecture de police y honore plusieurs sortes de victimes : les policiers morts pour la France tombés au champ d'honneur sous l'uniforme du soldat français, les policiers victimes du devoir au cours de leur service, les policiers résistants, fusillés ou morts en déportation, les policiers tombés dans les combats de la libération de Paris. On ne trouve cependant que deux types de monuments dans la cour du 19-Août dédiés à ces victimes : celui des camarades morts pour la France, et celui des victimes du devoir. Enfin, certaines plaques commémoratives honorent notamment les citoyens morts victimes de leur dévouement.

## Monuments aux morts
Il existe deux monuments dans la cour du 19-Août : l'un inauguré en mai 1905 est dédié aux policiers victimes du devoir, sur lequel sont ajoutés, au fur et à mesure des évènements, les patronymes des policiers morts en opération de police, et l'autre dédié aux policiers de la préfecture de police morts pour la France.